# Jim Clack
Jim Clack é um ex-jogador profissional de futebol americano estadunidense

## Carreira
Jim Clack foi campeão da temporada de 1975 da National Football League jogando pelo Pittsburgh Steelers.